# Hugh Hopper
Hugh Hopper (29. april 1945 – 7. juni 2009) var en engelsk bassist og komponist. I midten af 1960'erne var han medlem af popgruppen Wilde Flowers, der aldrig udgav noget men som førte til to andre grupper, der blev kendte og indflydelsesrige, Soft Machine og Caravan.
Oprindeligt var Hoppers rolle i Soft Machine at være road manager, men han skrev allerede materiale til gruppens første album The Soft Machine, hvor han også spillede bas på et af numrene. I 1969 blev han bassist på deres andet album, Volume Two. Han fortsatte med at spille bas og komponere i gruppen indtil 1973. I den periode udviklede gruppen sig fra en psykedelisk popgruppe til en fusionsjazz-gruppe. I 1972, kort før han forlod Soft Machine, indspillede Hopper det første album under sit egen navn, 1984 (opkaldt efter George Orwells roman af samme navn). 
Efter at have forladt Soft Machine og indtil slutningen af 1970'erne arbejdede han sammen med grupper som f.eks. Stomu Yamastas East Wind, Isotope, Gilgamesh og Carla Bley Band. Han spillede i adskillige andre grupper sammen med den tidligere Soft Machine-saxofonist Elton Dean: Hopper/Dean/Tippett/Gallivan og Soft Heap.
I begyndelsen af 1980'erne ophørte Hopper med at spille musik et par år, men i midten af årtiet spillede han sammen med flere grupper, bl.a. Pip Pyles Equipe Out og Phil Millers In Cahoots. Han begyndte også at spille med nogle hollandske musikere i en gruppe ved navn Hopper Goes Dutch. Efter at den franske guitarist Patrice Meyer kom med, blev gruppen kendt under navnet Hugh Hopper Franglo-Dutch Band.
Efter i mange år primært at have spillet i instrumentale, jazz-orienterede grupper begyndte Hopper i midten af 1990'erne igen at spille i mere rock-orienterede vokale sammenhænge, bl.a. gruppen Caveman Shoestore og sammen med sangerinden Lisa S. Klossner. Han vendte også tilbage til sine tidligere båndløkke-eksperimenter men brugte nu computerteknologi.
I 2002 turnerede og indspillede Hopper og tre andre tidligere Soft Machine-medlemmer (Elton Dean, John Marshall og Allan Holdsworth) under navnet Soft Works. Senere turnerede og indspillede de sammen med et andet tidligere Soft Machine-medlem, John Etheridge (der afløste Holdsworth), under navnet Soft Machine Legacy.

## Udvalgt diskografi
- Soft Machine: Volume Two (1969)
- Soft Machine: Third (1970)
- Soft Machine: Fourth (1971)
- Soft Machine: Five (1972)
- Soft Machine: Six (1973)
- Hugh Hopper: 1984 (1973)
- Stomu Yamashta's East Wind: Freedom is Frightening (1973)
- Robert Wyatt: Rock Bottom (1974)
- Isotope: Illusion (1975)
- Hugh Hopper: Hopper Tunity Box (1977)
- Hopper/Dean/Tippett/Gallivan: Cruel But Fair (1977)
- Carla Bley Band: European Tour 1977 (1978)
- Gilgamesh: Another Fine Tune You've Got Me Into (1978)
- Soft Heap (1978)
- Hugh Hopper/Alan Gowen: Two Rainbows Dail (1980)
- Pip Pyle's Equipe Out (1987)
- Phil Miller: Cutting Both Ways (1987)
- Hugh Hopper Band: Alive (1989)
- Hugh Hopper Band: Meccano Pelorus (1991)
- Lindsay Cooper: Oh Moscow (1991)
- Hugh Hopper & Kramer: A Remark Hugh Made (1994)
- The Wilde Flowers (1965-1969 recordings) (1994)
- Hugh Hopper: Hooligan Romantics (1994)
- Hugh Hopper Band: Carousel (1995)
- Hugh Hopper/Mark Hewins: Adreamor (1995)
- Hughscore: Highspot Paradox (1997)
- Hughscore: Delta Flora (1999)
- Hugh Hopper/Lisa S. Klossner: Cryptids (2000)
- Glass Cage: Glass Cage Paratactile (2001)
- Hugh Hopper: Jazzloops (2002)
- Soft Works: Abracadabra (2003)
- Polysoft: Tribute to Soft Machine (2003)
- Hugh Hopper/Julian Whitfield: In a Dubious Manner (2004)
- Hugh Hopper/Matt Howarth: The Stolen Hour (2004)
- Soft Machine Legacy: Live in Zaandam (2005)
- Soft Machine Legacy: Soft Machine Legacy (2006)